# 四条貞子
四条 貞子（しじょう さだこ、藤原貞子（ふじわら の さだこ）、建久7年（1196年） - 正安4年10月1日（1302年10月22日））は、鎌倉時代の貴族女性で、西園寺実氏の正室。父は権大納言四条隆衡、母は坊門信清の女。子に西園寺姞子・西園寺公子、孫には後深草天皇・亀山天皇、曾孫には伏見天皇・後宇多天皇・久明親王（鎌倉幕府将軍）などがいる。准三宮。今林准后。当時としては異例の長寿を保ち（数え年107歳で薨去）、晩年には北山に壮麗な邸宅を構えて北山准后といわれた。

## 経歴
父隆衡の母は平清盛の女（建礼門院の同母妹）であり、清盛の曾孫にあたる。同母弟に隆親、姉妹に灑子（儷子とも、二条良実室）・親子（西園寺公基室）。
西園寺実氏の室となり、嘉禄元年（1225年）に姞子（後の後嵯峨天皇中宮・大宮院）を、貞永元年（1232年）に公子（後の後深草天皇中宮・東二条院）を生む。
弘安5年10月8日（1282年11月16日）自身の死後の冥福を祈った逆修供養を行い、その願文が現存している（伝世尊寺経尹筆、東京国立博物館蔵、重要文化財）。
弘安8年2月30日（1285年4月13日）の九十の御賀の華やかな様子が『増鏡』や『とはずがたり』巻第三に詳しく述べられている。
正安4年（1302年）10月1日に107歳で薨去。建久・正治・建仁・元久・建永・承元・建暦・建保・承久・貞応・元仁・嘉禄・安貞・寛喜・貞永・天福・文暦・嘉禎・暦仁・延応・仁治・寛元・宝治・建長・康元・正嘉・正元・文応・弘長・文永・建治・弘安・正応・永仁・正安の35の元号を生きたことになる。